# Memoriał Bronisława Idzikowskiego i Marka Czernego 1998
Memoriał im. Bronisława Idzikowskiego i Marka Czernego 1999 – 31. edycja turnieju w celu uczczenia pamięci polskiego żużlowca Bronisława Idzikowskiego i Marka Czernego, który odbył się dnia 17 maja 1998 roku. Turniej wygrał Roman Jankowski.

## Wyniki
- Częstochowa, 17 maja 1998
- NCD: Antonín Kasper – 66,90 w wyścigu 3
- Sędzia: Stanisław Pieńkowski

| Msc. | Zawodnik                | Klub              | Pkt  |             |  |
| ---- | ----------------------- | ----------------- | ---- | ----------- |  |
| 1    | (9) Roman Jankowski     | Leszno            | 13+3 | (2,2,3,3,3) |  |
| 2    | (5) Sławomir Drabik     | Częstochowa       | 13+2 | (3,1,3,3,3) |  |
| 3    | (8) Sam Ermolenko       | Stany Zjednoczone | 11   | (2,3,1,2,3) |  |
| 4    | (13) Adam Łabędzki      | Wrocław           | 10   | (1,3,3,3,0) |  |
| 5    | (12) Antonín Kasper     | Czechy            | 10   | (3,2,2,d,3) |  |
| 6    | (6) Piotr Świst         | Rzeszów           | 10   | (1,2,3,2,2) |  |
| 7    | (15) Todd Wiltshire     | Australia         | 9    | (3,3,0,1,2) |  |
| 8    | (14) Artur Pietrzyk     | Częstochowa       | 9    | (2,3,0,2,2) |  |
| 9    | (3) Eugeniusz Skupień   | Rybnik            | 9    | (2,2,2,2,1) |  |
| 10   | (7) Jacek Rempała       | Grudziądz         | 8    | (0,1,2,3,2) |  |
| 11   | (1) Rafał Osumek        | Częstochowa       | 5    | (3,0,1,1,0) |  |
| 12   | (10) Wojciech Załuski   | Gdańsk            | 4    | (d,1,1,1,1) |  |
| 13   | (2) Mirosław Kowalik    | Toruń             | 4    | (1,d,1,1,1) |  |
| 14   | (16) Mariusz Staszewski | Częstochowa       | 3    | (0,1,2,0,0) |  |
| 15   | (11) Dariusz Rachwalik  | Częstochowa       | 2    | (1,0,0,0,1) |  |
| 16   | (4) Rafał Chiński       | Częstochowa       | 0    | (0,0,0,0,d) |  |

Bieg po biegu
1. [67,53] Osumek, Skupień, Kowalik, Chiński
2. [67,24] Drabik, Ermolenko, Świst, Rempała
3. [66,90] Kasper, Jankowski, Rachwalik, Załuski
4. [67,12] Wiltshire, Pietrzyk, Łabędzki, Staszewski
5. [67,51] Łabędzki, Jankowski, Drabik, Osumek
6. [68,27] Pietrzyk, Świst, Załuski, Kowalik
7. [67,47] Wiltshire, Skupień, Rempała, Rachwalik
8. [67,37] Ermolenko, Kasper, Staszewski, Chiński
9. [67,22] Świst, Staszewski, Osumek, Rachwalik
10. [67,61] Drabik, Kasper, Kowalik, Wiltshire
11. [68,02] Jankowski, Skupień, Ermolenko, Pietrzyk
12. [68,68] Łabędzki, Rempała, Załuski, Chiński
13. [68,32] Rempała, Pietrzyk, Osumek, Kasper
14. [68,60] Łabędzki, Ermolenko, Kowalik, Rachwalik
15. [68,41] Drabik, Skupień, Załuski, Staszewski
16. [67,71] Jankowski, Świst, Wiltshire, Chiński
17. [68,00] Ermolenko, Wiltshire, Załuski, Osumek
18. [68,92] Jankowski, Rempała, Kowalik, Staszewski
19. [68,16] Kasper, Świst, Skupień, Łabędzki
20. [69,92] Drabik, Pietrzyk, Rachwalik, Chiński
21. Wyścig dodatkowy: [68,78] Jankowski, Drabik